# Homeland – A belső ellenség
A Homeland – A belső ellenség (angolul: Homeland, stilizált alakja: HOMƎLAND) amerikai politikai thriller televíziós sorozat, amelyet Howard Gordon és Alex Gansa készítettek. A sorozat az izraeli Hatufim (héberül: חטופים, szó szerinti jelentése: "Elraboltak"), amelyet Gideon Raff készített, aki a Homeland producereként is szolgál.
A műsort 2011. október 2-án mutatták be az Egyesült Államokban. Az első epizód két héttel a hivatalos bemutató előtt már elérhető volt az interneten, a nézőknek pedig játékos feladatokat kellett végrehajtaniuk. A sorozat nyolcadik, egyben utolsó évada 2020. február 9-én mutatkozott be. Az utolsó epizódot 2020. április 26-án vetítették.

## Cselekmény
Nicholas Brody őrmestert iraki szolgálata idején az Al-Kaida terroristái fogságba ejtik, de egy sikeres mentőakcióban kiszabadítják, így 8 év után hazatérhet a családjához. Azonban az idő alatt sok minden megváltozott: felesége új férjet talált, gyerekei pedig alig emlékeznek rá. Az őrmestert a fogság rendkívül megviselte, de nem tudni pontosan, mi történt vele. A megszállott és rögeszmés CIA-elemző, Carrie Mathison (Claire Danes) a frissen szabadult és hősként tisztelt Brodyt árulónak bélyegzi, és mindent elkövet, hogy bebizonyítsa: Brody a belső ellenség.

## Fogadtatás
Az első évad pozitív kritikákban részesült. A Metacritic oldalán 92 pontot ért el a százból, 29 kritika alapján. A TV Guide 2011 legjobb televíziós sorozatának nevezte, és külön kiemelte Claire Danes és Damian Lewis alakításait. A Metacritic 2011 második legjobb televíziós sorozatának nevezte. A második évad is pozitív kritikákban részesült, a Metacritic-en 96 pontot ért el a százból, 21 kritika alapján. A harmadik évad eleinte szintén pozitív kritikákat kapott, 77 pontot ért el a százból, 23 kritika alapján, de az évad haladásával a kritikák egyre negatívabbak lettek.
A The Washington Post kritikusa, Hank Stuever pozitívan érdékelte a pilot epizódot. A The Boston Globe kritikusa, Matthew Gilbert a televíziós szezon kedvenc pilot epizódjának nevezte. Az Entertainment Weekly kritikusa, Ken Tucker szintén pozitívan értékelte. Az IGN "ásznak" nevezte. A hetedik epizód hatalmas elismerést kapott, és Lewis, illetve a műsor készítői is "vízválasztónak" nevezték.
A The New Zealand Herald kritikusa, Greg Dixon, azonban negatív kritikát írt a sorozatról, amelyben kritizálta a cselekményt, azt, hogy "Danes iszonyatosan túljátssza magát", illetve Lewis "passzivizmusát". A New York Post kritikusa, Robert Rorke azt állította, hogy már lehetetlen komolyan venni az akkor harmadik évadánál tartó sorozatot. 2014-ben a Washington Post másik kritikusa, Laura Durkay a "legbigottabb televíziós sorozatnak" nevezte.
Barack Obama korábbi amerikai elnök ismert rajongója a sorozatnak.